# Ogeu-les-Bains

Ogeu-les-Bains este o comună în departamentul Pyrénées-Atlantiques din sud-vestul Franței. În 2009 avea o populație de 1.197 de locuitori.

## Evoluția populației
| An        | 1975 | 1982  | 1990  | 1999  | 2006  | 2009  |
| --------- | ---- | ----- | ----- | ----- | ----- | ----- |
| Populație | 824  | 1.042 | 1.085 | 1.084 | 1.115 | 1.197 |